# Thomas Sackville
Thomas Sackville (ur. 1536, zm. 1608) – angielski arystokrata, polityk, poeta i dramaturg epoki elżbietańskiej. 

## Życiorys
Thomas Sackville urodził się w 1536 roku w Buckhurst w hrabstwie Sussex. Nosił arystokratyczny tytuł Pierwszego Earla Dorset. Był też nazywany Baron Buckhurst of Buckhurst. Był spokrewniony z królową Elżbieta I Wielką, jako że jego ojciec Richard Sackville był kuzynem Anny Boleyn, matki monarchini. Był posłem do parlamentu. Królowa powierzała mu wiele funkcji, w tym Lorda Skarbnika (Lord Treasurer, 1599). Jej następca, król Jakub I Stuart utrzymał go na tym stanowisku. Thomas Sackville zmarł 19 kwietnia 1608 roku w wieku siedemdziesięciu dwóch lat.

## Twórczość
Thomas Sackville był poetą i dramaturgiem. Uważany jest niekiedy za najwybitniejszego poetę pomiędzy okresem twórczości Chaucera a Spensera, co jest jednak zapewne przesadą. Dwa jego utwory, Induction i The Complaint of Henry Duke of Buckingham weszły do drugiego wydania Zwierciadła dla zarządzających (The Mirror for Magistrates) z 1563 roku, sporządzonego przez Richarda Baldwina and George'a Ferrersa. Thomas Sackville jest najbardziej znany jako współautor tragedii Gorboduc, którą napisał z Thomasem Nortonem. Sztuka ta wystawiona w 1561 roku, jest niezwykle istotna z historycznego punktu widzenia, ponieważ w niej po raz pierwszy został użyty w charakterze wiersza scenicznego blank verse. Thomas Sackville posługiwał się w swojej twórczości również strofą królewską. Thomas Sackville był wysoko ceniony jako literat przez współczesnych sobie twórców.